# Neuroleon (Neuroleon) amseli
Neuroleon (Neuroleon) amseli is een insect uit de familie van de mierenleeuwen (Myrmeleontidae), die tot de orde netvleugeligen (Neuroptera) behoort. 
Neuroleon (Neuroleon) amseli is voor het eerst wetenschappelijk beschreven door Hölzel in 1983.